# U Got 2 Let the Music
U Got 2 Let the Music è un singolo del 1993 dei Cappella.
Apprezzato in Francia, Paesi Bassi e Norvegia, il disco raggiunse il 1º posto in Svizzera e Austria, e il 5° nelle Euro Top 20.
Per dodici settimane stazionò nella classifica inglese arrivando alla posizione numero due e aggiudicandosi così il disco d'argento.
In Italia si fermò all'8º posto, classificandosi il 48° brano più venduto del 1994.
I Cappella hanno riarrangiato il brano nel 1998, 2004 e 2010.
Il brano riprende il motivo di Sounds Like a Melody, realizzata dagli Alphaville nel 1984.

## Tracce
CD-Maxi
1. U Got 2 Let The Music (Radio Version)	- 3:32
2. U Got 2 Let The Music (Mars Plastic Mix) - 5:46
3. U Got 2 Let The Music (Plus Staples Mix) - 5:15
4. U Got 2 Let The Music (Pagany KM 1972 Mix) - 5:24
5. U Got 2 Let The Music (D.J. Pierre Mix) - 5:31